# Joey Badass
Jo-Vaughn Virginie Scott (New York, 20 januari 1995), beter bekend onder zijn artiestennaam Joey Badass (vrijwel altijd gestileerd als Joey Bada$$), is een Amerikaans rapper uit Bedford-Stuyvesant in het New Yorkse stadsdeel Brooklyn. Scott is lid van het hiphopcollectief Pro Era, met wie hij drie mixtapes heeft uitgebracht. Hij staat momenteel onder contract bij Relentless Records en Cinematic Music Group. In juni 2012 bracht hij zijn mixtape 1999 uit, gevolgd door Rejex in september en Summer Knights in juli 2013. Zijn debuutalbum B4.DA.$$ verscheen in 2015.

## Biografie
Jo-Vaughn Scott is op 20 januari 1995 geboren. Zijn moeder's familie kwam uit St. Lucia en zijn vader's familie uit Jamaica. Hij was de eerste van zijn familie die geboren werd in de Verenigde Staten. Hij is geboren in East Flatbush in Brooklyn. Hij begon bij Edward R. Murrow High School om acteren te studeren, maar rond klas 9 besloot hij zich te focussen op muziek, specifiek rap.
Hij begon met de artiestennaam "JayOhVee," maar besloot dat te veranderen naar Joey Badass. Hij zei voor deze naam gekozen te hebben omdat de media meer aandacht geeft aan artiesten met cynische namen. Joey zei dat hij het "cool" vond op het moment dat hij het koos en dat het paste bij wie hij was. Joey zegt met zijn 11e begonnen te zijn met het schrijven van poëzie en muziek.

## Discografie

### Studioalbums
- B4.DA.$$ (2015)
- All-Amerikkkan Bada$$ (2017)
- 2000 (2022)

### Ep's
- Summer Knights EP (2013)
- The Light Pack (2020)

### Mixtapes
- The Secc$ Tap.e (met Pro Era) (2012)
- 1999 (2012)
- Rejex (2012)
- P.E.E.P: The aPROcalypse (met Pro Era) (2012)
- Summer Knights (2013)
- The Secc$ Tap.e Vol. 2 (met Pro Era) (2014)

- Bibliothèque nationale de France: cb169529298 (data)
- Gemeinsame Normdatei: 1069407607
- International Standard Name Identifier: 0000 0004 4774 8833
- Library of Congress Control Number: no2015101687
- MusicBrainz: 9757ae7d-44b1-4d63-81ce-b463fe27b9ae
- Virtual International Authority File: 315522255
- WorldCat: E39PBJr7YXgQtVKGhFpf4WYQMP